# Jagdgeschwader 132
132-а винищувальна ескадра «Ріхтгофен» (нім. Jagdgeschwader 132 "Richthofen" (JG 132) — винищувальна ескадра Люфтваффе, що існувала напередодні Другої світової війни у складі повітряних сил Третього Рейху. 1 травня 1939 року перетворена на JG26.

## Історія
132-а винищувальна ескадра заснована 1 квітня 1936 року в Деберіці. 1 листопада 1938 року на її основі була сформована 131-ша винищувальна ескадра, що також носила ім'я Ріхтгофена.

## Командування

### Командири
- майор Йоганн Райтель (нім. Johann Raithel) (1 квітня — 8 червня 1936);
- гауптман Герд фон Массов (нім. Gerd von Massow) (8 червня 1936 — 1 листопада 1938);
- оберст Едуард Ріттер фон Шляйх (нім. Eduard Ritter von Schleich) (1 листопада 1938 — 1 травня 1939).

Командири 1-ї групи 132-ї ескадри
- майор Роберт Ріттер фон Грайм (нім. Robert Ritter von Greim) (1 травня 1934 — 1 квітня 1935);
- майор Курт-Бертрам фон Дерінг (нім. Kurt Bertram von Döring) (1 квітня 1935 — 1 квітня 1936);
- майор Карл Фік (нім. Carl Vieck) (1 квітня 1936 — 1 листопада 1938);
- майор Готтардт Гендрік (нім. Gotthardt Handrick) (1 листопада 1938 — 1 травня 1939).

## Основні райони базування штабу 132-ї винищувальної ескадри[2]
| Час                              | Місто       | Основний літак  |
| -------------------------------- | ----------- | --------------- |
| 1 квітня 1936 — 1 листопада 1938 | Деберіц     | He 51/Bf 109B/D |
| 1 листопада 1938 — 1 травня 1939 | Дюссельдорф | Bf 109D/E       |

## Бойовий склад 132-ї винищувальної ескадри
- штаб (Stab/JG132)[3]
- I-ша група (I./JG132)[4]
- II-га група (II./JG132)[5]
- III-тя група (III./JG132)[6]
- IV-та група (IV./JG132)[6]